# Município de Denmark (Ohio)
Localização do Ohio nos E.U.A.
O município de Denmark (em inglês: Denmark Township) é um município localizado no condado de Ashtabula no estado estadounidense de Ohio. No ano 2010 tinha uma população de 946 habitantes e uma densidade populacional de 14,99 pessoas por km².

## Geografia
O município de Denmark encontra-se localizado nas coordenadas 41° 44′ 41″ N, 80° 40′ 32″ O. Segundo a Departamento do Censo dos Estados Unidos, o município tem uma superfície total de 63.11 km², da qual 63,07 km² correspondem a terra firme e (0,06 %) 0,04 km² é água.

## Demografia
Segundo o censo de 2010, tinha 946 pessoas residindo no município de Denmark. A densidade de população era de 14,99 hab./km².